# Rollingwood (Kalifornia)
Rollingwood statisztikai település az USA Kalifornia államában, Contra Costa megyében. Lakosainak száma 3015 fő (2020. április 1.).

## Népesség
A település népességének változása:

| 2010 | 2 969 |
| 2020 | 3 015 |